# Kanembu (språk)
Kanembu tillhör den sahariska grenen av den nilo-sahariska språkfamiljen. Kanembu som talas runt Tchadsjön har sammanlagt 788 000 talare i Tchad (757 000), Niger (29 000) och Nigeria (2000). ISO 639-3-koden är kbl.
Släktträd enligt Glottolog 3.0 med Kanuri-Kanembuspråken:
- Sahariska språk
  - Västsahariska språk
    - Kanuri-Kanembu språk

- Kanembuiska språk

- Kanembu
- Tarjumo
- Tumari Kanuri

- Kanuriska språk

- Central Kanuri
- Östlig Kanuri

- Bilma Kanuri
- Manga Kanuri